# Parafia św. Michała Archanioła w Włosienicy
Parafia Świętego Michała Archanioła w Włosienicy – parafia rzymskokatolicka znajdująca się w Włosienicy w dekanacie Osiek diecezji bielsko-żywieckiej.